# 玄帝赞碑
玄帝赞碑，位于中国广东省韶关市乐昌市西北约2公里的西石岩洞内，为乐昌市的一个市级文物保护单位，类型为石窟寺及石刻，公布时间为1987年12月17日。
玄帝赞碑的历史年代为南宋。